# Tout pour rien
Pour plus de détails, voir Fiche technique et Distribution.
Tout pour rien est une comédie française écrite et réalisée par René Pujol, sortie en 1933.

## Fiche technique
- Titre : Tout pour rien ou Le Petit Carambouilleur[1]
- Réalisation : René Pujol
- Scénario : René Pujol et André Mouézy-Éon
- Décors : Jacques Colombier
- Photographie : Jean Bachelet et Henri Barreyre
- Son : Louis Bogé
- Musique : Jane Bos[2]
- Société de production : Pathé-Natan[1]
- Pays d'origine :  France
- Format : Noir et blanc - Son mono - 1,37:1
- Genre : Comédie
- Durée : 95 minutes
- Date de sortie : 
  - France - 15 septembre 1933[1]

## Distribution
- Frédéric Duvallès : Jean Durand
- Jacqueline Francell : Suzanne Bossu
- André Alerme : Broute
- Monique Joyce : Betty
- Pierre Alcover : Landry
- Françoise Rosay : Mme Bossu
- Jean Sinoël
- Anthony Gildès
- Gaston Orbal
- Robert Seller